# Limnodynastidae
Limnodynastidae é uma família de anfíbios anuros da Oceânia. Alguns autores consideram que esta é uma sub-família (Limnodynastinae) de Myobatrachidae.

## Géneros
- Adelotus
- Heleioporus
- Lechriodus
- Limnodynastes
- Neobatrachus
- Notaden
- Philoria
- Platyplectrum